# Manilio Rusticiano
Manilio Rusticiano (Manilius Rusticianus; fl. 310–311) è stato un politico romano attivo tra la fine del III e l'inizio del IV secolo.
La carriera di Manilio Rusticiano è ricostruibile sulla base di alcune iscrizioni ritrovate a Ostia e a Roma, che ne attestano la cura e il patronato di Ostia, la prefettura dell'annona, la vice-prefettura del pretorio, e infine la prefettura del pretorio sotto l'imperatore Massenzio (attestata dalle due iscrizioni romane).
Manilio sarebbe stato prima curator di Ostia, e quindi patrono della città; quindi prefetto dell'annona; poi agens vices praefectorum praetorio eminentissimorum virorum, ovvero vicario dei prefetti del pretorio (che avevano seguito l'imperatore lontano da Roma), al comando delle coorti pretorie rimaste in città.
Sarebbe poi stato nominato Prefetto del pretorio (per l'Italia) da parte di Massenzio, a cui dedicò due monumenti nel Foro Romano; la sua prefettura sarebbe da datare tra il 310 e il 311, tra quella di Rufio Volusiano (309 circa-310) e quella di Ruricio Pompeiano (311-312).